# Secretário Privado Parlamentar
Um Secretário Privado Parlamentar (PPS) é um membro do Parlamento (MP) no Reino Unido que actua como assistente não remunerado de um ministro como os seus "olhos e ouvidos" na Câmara dos Comuns.
O papel do PPS é visto como um ponto de partida para muitos parlamentares que desejam tornar-se ministros.